# О’Брайен, Тина
Ти́на Мише́ль О’Бра́йен (англ. Tina Michelle O’Brien; род. 7 августа 1983, Рашолм, Манчестер, Англия, Великобритания) — британская актриса.

## Карьера
Дебютировала в кино в 1997 году. Окончила Trinity Church of England High School. Снялась в 13 фильмах и телевизионных сериалах. Лауреат 4 премий, номинировалась на 2.

## Личная жизнь
В 2003—2009 годах Тина состояла в фактическом браке с актёром Райаном Томасом. В этих отношениях О’Брайен родила своего первенца — дочь Скарлетт Жаклин Томас (род.26.10.2008).
С декабря 2010 года Тина состоит в фактическом браке с личным тренером Адамом Крофтсом. В этих отношениях О’Брайен родила своего второго ребёнка и первого сына — Бо Ли Стивена Крофтса (род.17.10.2014).
Она является покровителем благотворительной организации Animals in Distress Sanctuary.

## Интересные факты
- Дружит с актрисой Кейт Форд.